# The Graybar Hotel
The Graybar Hotel es la primera colección de cuentos sobre la vida en prisión de Curtis Dawkins, que fue publicada por primera vez el 4 de julio de 2017 por Scribner. El propio Dawkins es un asesino convicto, que cumple cadena perpetua sin libertad condicional en el Centro Correccional de Lakeland en Míchigan.

## Antecedentes
Curtis Dawkins creció en Louisville, Illinois, y obtuvo una Maestría en Bellas Artes de la Universidad de Western Michigan en 2000. El 31 de octubre de 2004, Dawkins mató a tiros a un hombre y retuvo a otro rehén mientras estaba bajo los efectos del crack. En 2005 fue declarado culpable de homicidio grave y condenado a cadena perpetua sin posibilidad de libertad condicional.

## Desarrollo
Mientras estaba en cuarentena esperando su asignación de prisión, Dawkins escribió la primera línea de su cuento "Condado", inspirado por su experiencia de estar encarcelado en la cárcel del condado de Kalamazoo. Dawkins comenzó a escribir en prisión, explicando: "Una parte de mí se dio cuenta de que, si voy a sobrevivir a esto, tendré que encontrar un propósito". Usó una máquina de escribir eléctrica para escribir cuentos y se los envió por correo a su hermana, quien envió su trabajo a revistas literarias. Algunas de las historias de Dawkins se publicaron en revistas menos conocidas y, en 2016, una selección de sus cuentos finalmente llamó la atención de un agente literario que aceptó a Dawkins como cliente. Las historias de Dawkins se vendieron luego a la editorial estadounidense Scribner por un anticipo de seis cifras, y la parte de Dawkins se destinó a un fondo de educación para sus hijos.

## Cuentos
La mayoría de las catorce historias en The Graybar Hotel son narraciones en primera persona de un prisionero no identificado. Las historias aparecen en la siguiente secuencia:
- "County"
- "A Human Number"
- "Sunshine"
- "Daytime Drama"
- "The Boy Who Dreamed Too Much"
- "573543"
- "In the Dayroom with Stinky"
- "Swans"
- "The World Out There"
- "Six Pictures of a Fire at Night"
- "Depakote Mo"
- "Brother Goose"
- "Engulfed"
- "Leche Quemada"

## Recepción
Las reacciones a la publicación de The Graybar Hotel se han dividido. El editor de Dawkins reconoció que "algunas personas se han asustado por sus circunstancias y tienen sentimientos encontrados acerca de apoyar a alguien que ha cometido el tipo de crimen que él ha cometido". [4] El novelista Nickolas Butler estaba inicialmente en conflicto acerca de respaldar el libro, pero finalmente lo hizo. así que después de estar convencido del remordimiento de Dawkins. El hermano menor de la víctima de Dawkins se opuso a la publicación del libro, diciendo: "No creo que [Dawkins] deba tener derecho a publicar nada".

### Respuesta crítica
Las primeras revisiones fueron en general positivas. Kirkus Reviews describió The Graybar Hotel como una "adición sorprendente y bien realizada a la literatura carcelaria". Publishers Weekly quedó impresionado con la "autenticidad de la experiencia de la vida real" del libro, y señaló que la "prosa de Dawkins es rica en metáforas y imágenes ". Al revisar el libro de Dawkins para el Houston Chronicle, Joseph Peschel concluyó que: "Sus historias de la prisión son reveladoras y están bien escritas, y suenan verdaderas. Dawkins posee la sabiduría adquirida de un hombre que ha estado allí, ha hecho eso y, desafortunadamente, se está quedando allí."